# فاطمة المرنيسي
فاطمة المرنيسي (27 سبتمبر 1940 - 30 نوفمبر 2015)، كاتبة وعالمة اجتماع مغربية تهتم بقضايا النساء. لها كتب ترجمت إلى العديد من اللغات العالمية.
تهتم كتاباتها بالإسلام والمرأة وتحليل تطور الفكر الإسلامي والتطورات الحديثة. بالموازاة مع عملها في الكتابة تقود كفاحا في إطار المجتمع المدني من أجل المساواة وحقوق النساء، حيث أسست القوافل المدنية وجمع «نساء، عائلات، أطفال». في مايو 2003 حصلت على جائزة أمير أستورياس للأدب مناصفة مع سوزان سونتاج.

## سيرتها
ولدت فاطمة المرنيسي في 27 سبتمبر 1940 في فاس بالمغرب. نشأت في حرملك جدتها الغنية من جهة الأب مع العديد من الخادمات والأقارب الإناث. تلقت تعليمها الابتدائي في مدرسة أنشأتها الحركة القومية، والتعليم الثانوي في مدرسة للبنات مولتها الحماية الفرنسية. في عام 1957، درست العلوم السياسية في جامعة السوربون في باريس ولاحقًا في جامعة برانديز بالولايات المتحدة، حيث حصلت على درجة الدكتوراه عام 1974
عادت للعمل في جامعة محمد الخامس ودرّست في كلية الآداب بين عامي 1974 و1981 في مواضيع مثل المنهجية العلمية وعلم اجتماع الأسرة وعلم الاجتماع النفسي. علاوة على ذلك، كانت باحثة في المعهد الجامعي للبحث العلمي في نفس الجامعة.
كتبت المرنيسي «ما وراء الحجاب: ديناميكيات الذكور والإناث في المجتمع الإسلامي» كأطروحة الدكتوراه الخاصة بها وتم نشرها لاحقًا ككتاب يختص بتوضيح «قوة المرأة المسلمة فيما يتعلق بالعقيدة الإسلامية». وعرفت المرنيسي بنهجها السياسي الاجتماعي في مناقشة الجندر والهويات الجنسية، وتحديدا تلك الموجودة في المغرب والدول الإسلامية الأخرى. تعتبر شخصية نسوية مؤثرة، وعملت كمتحدثة عامة وباحثة ومعلمة وكاتبة وعالمة اجتماع. توفيت فاطمة المرنيسي في الرباط في 30 نوفمبر 2015.

## المنشورات وتأثيرها
نُشرت أول دراسة للمرنيسي بعنوان «ما وراء الحجاب» عام 1975. نُشرت طبعة منقحة في بريطانيا عام 1985 والولايات المتحدة عام 1987. أصبح ما وراء الحجاب عملاً كلاسيكيًا، لا سيما في مجالات الأنثروبولوجيا وعلم الاجتماع حول المرأة في العالم العربي أو منطقة البحر الأبيض المتوسط أو المجتمعات الإسلامية بشكل عام.
المرأة المغربية في نظر المرنيسي ليست آلة للإنجاب، بل هي جسد وروح وعقل، تحرص دوما على اختيار الأفضل لها، ما جعل المرنيسي أكثر الكاتبات التحاما بالمرأة المغربية وقضاياها الجريحة، إنها شهرزاد المغربية التي لم تتوقف عن الحكي والبحث والتنقيب في المنافي والفيافي من المغرب المهمش، فكان الاشتغال الجمعوي والمدني، كما سبقت الإشارة، منارة وأفقا رحبا لبلورة أفكارها حول المرأة وحقوقها المضطهدة من خلال تحقيقات واستطلاعات ميدانية تنضح بالهاجس المعرفي والإصلاحي، الذي شغل المرنيسي أكثر من نصف قرن.
بصفتها ناشطة نسوية إسلامية، كانت المرنيسي مهتمة إلى حد كبير بالإسلام وأدوار المرأة، حيث قامت بتحليل التطور التاريخي للفكر الإسلامي ومظاهره الحديثة. من خلال تحقيقها المفصل في طبيعة خلافة محمد، شككت المرنيسي في صحة بعض الأحاديث النبوية، وبالتالي «تبعية المرأة» التي تراها في الإسلام، ولكن ليس في القرآن.
في عام 1984، ساهمت بنص «ابنة التاجر وابن السلطان» في مختارات الأخوية النسائية عالمية: مقتطفات من الحركة النسائية الدولية، من تحرير روبن مورغان. كتابها الأكثر شهرة كنسوية إسلامية، وعنوانه الحجاب والنخبة الذكورية: تفسير نسوي للإسلام، هو دراسة شبه تاريخية لدور زوجات النبي محمد (أمهات المؤمنين). نُشر لأول مرة باللغة الفرنسية عام 1987 وترجم إلى الإنجليزية عام 1991. تم حظر الكتاب لاحقًا في المغرب وإيران ودول الخليج العربي.
كعالمة اجتماع، تولت المرنيسي بشكل أساسي أعمالاً ميدانية في المغرب. في عدة مناسبات في أواخر السبعينيات وأوائل الثمانينيات، أجرت مقابلات من أجل رسم خريطة للمواقف السائدة تجاه النساء وعملهن. قامت ببحوث اجتماعية لليونسكو ومنظمة العمل الدولية وكذلك للحكومة المغربية. في نفس الوقت، ساهمت المرنيسي بمقالات في دوريات ومنشورات عن المرأة في المغرب والمرأة والإسلام من منظور معاصر وكذلك من منظور تاريخي.
تم الاستشهاد بعملها كمصدر إلهام لنسويات مسلمات أخريات، مثل أولئك اللواتي أسسن حركة "مساواة". من أجل إصدار كتاب «خوض معركة يومية: مقابلات مع نساء مغربيات» (1991)، أجرت المرنيسي مقابلات مع نساء فلاحات وعاملات وخادمات. في عام 1994، نشرت المرنيسي مذكرات بعنوان أحلام التعدي: حكايات من فتاة حرملك (في الولايات المتحدة، كان العنوان الأصلي للكتاب The Harem within: Tales of a Moroccan Girlhood، ولا يزال معروفًا بهذا الاسم في المملكة المتحدة).
من المواضيع المتكررة في كتاباتها الشخصية الخيالية شهرزاد من ألف ليلة وليلة. تستكشف مقالتها، "The Satellite, the Prince, and Scheherazde: The Rise of Women as Communicators in Digital Islam" الحالات التي تشارك فيها النساء في وسائل الإعلام عبر الإنترنت، بينما يغطي كتاب «الشهرزادات الرقمية في العالم العربي» مواضيع الأنشطة عبر الإنترنت المغيرة للثقافة. في هذه المقالات، تذكر كيف تنتشر التكنولوجيا بسرعة (وأن أحد المصادر الرئيسية هو شبكة الويب العالمية) وتحلل أدوار ومساهمات النساء في هذا الأمر.
كتبت كثيرًا عن الحياة داخل الحريم والمجالات العامة والخاصة ومفهوم الحدود. في كتابها «شهرزاد تذهب غربًا: ثقافات مختلفة، حريم مختلف» تناقش الكاتبة القمع والضغوطات التي تواجهها النساء في المجتمعات المختلفة بناءً على مظهرهن الجسدي فقط. وسواء كانت تحلل النساء في المجتمع المغربي أو في الغرب، فإنها ترى أنه من الواجب عليهن الالتزام بالمعايير النمطية والمفروضة ثقافيًا، مثل مقاسات الملابس. تقارن المرنيسي مقاس الملابس وتقول إن هذه الممارسات الغربية تعزل النساء وتسيئ معاملتهن.

### ما وراء الحجاب والنزعة العرقية
في عام 1975، نُشر كتاب فاطمة المرنيسي الأول، ما وراء الحجاب، وكان له تأثير ثوري. حطمت المرنيسي الصور النمطية المتمحورة حول العرق التي نظر بها المجتمع الغربي تجاه الإسلام، وخاصة النساء المسلمات. ميزت بين النساء المسلمات وبين تلك المجموعة المتجانسة من «نساء العالم الثالث» التي ابتكرتها النسوية الغربية. كافحت المرنيسي أيضًا للتغلب على الافتراضات الغربية بأن النساء المسلمات هن ضحايا عاجزات لدينهن ورجال دينهن. بالإضافة إلى ذلك، نبذت الصور النمطية الغربية عن الرجال المسلمين الذين لا يتناسبون مع القالب الأبيض الذكوري المهيمن الذي يسيطر على المجتمع العالمي الأول.
ومع ذلك، أشارت المرنيسي إلى أن النساء المسلمات لسن ضحايا لممارساتهن الدينية أكثر من النساء الغربيات ضحايا النظام الأبوي. تعرضت كلتا المجموعتين من النساء في رأيها للاضطهاد من قبل مؤسسات اجتماعية معينة داخل دين أو مجتمع «تم إنشاؤه للاستفادة من تهميش الآخرين». علاوة على ذلك، ترى المرنيسي أن النساء الغربيات هن «محجبات، تمامًا مثل النساء المسلمات، لكن الحجاب الغربي أكثر تحفظًا». جادلت أن الشباب والجمال قد حجّبا النساء الغربيات، وبمجرد فقدان المرأة الغربية لهما، لا ينظر إليها المجتمع ولا يعطيها اعتباراً.
حطمت المرنيسي النهج المتمحور حول العرق الذي كانت النسوية الغربية تستخدمه وكتبت لإضفاء المزيد من الوضوح على التنوع المطلوب داخل الحركة النسوية العالمية. يرى البعض إرث المرنيسي على أنه ثوري، لأنها خلقت مساحة داخل حركة يغلب عليها الطابع الغربي في البداية سمحت للمرأة المسلمة بالمشاركة دون تعريضها للمساومة على ممارساتها الدينية. سلط عمل المرنيسي الضوء على إمكانية أن تضر الحركة النسائية الغربية تمكين المرأة في جميع أنحاء العالم إذا كانت تفتقر إلى نهج متعدد الجوانب للنظر إلى قضايا المرأة.

### سلطانات الإسلام المنسيات
في كتاب سلطانات منسيات، تستخدم فاطمة المرنيسي نهجًا متعدد الجوانب لفهم مواقف وأدوار النساء في التاريخ الإسلامي المبكر من خلال الهويات الاجتماعية والسياسية التي خلقت أنماطًا من التمييز. كان هدفها هو تسليط الضوء على المساهمات الهامة التي قدمتها النساء عبر التاريخ الإسلامي المبكر وفضح المفاهيم الخاطئة حول غياب المرأة كشخصيات سياسية وموثوقة. تقوم بذلك من خلال استكشاف الأدوار القيادية التي شاركت فيها النساء عبر التاريخ الإسلامي سعيًا لتغيير الطريقة التي يتم بها تصوير النساء في التأريخ. رأت المرنيسي أن النساء كن يشغلن مناصب سياسية مهمة، على الرغم من الألقاب الدينية كانت تُمنح للرجال عادة. ويتجلى ذلك من خلال الروايات التاريخية العديدة التي قدمتها حول خمس عشرة امرأة والأدوار النشطة التي لعبنها في سياسات ما قبل الإسلام الحديث.
على سبيل المثال، الدور الذي لعبته الإماء في قيادة ثورات العبيد ضد الحكام الدينيين دون استخدام العنف (مرنيسي، 1994). علاوة على ذلك، تميز المرنيسي بين «الإسلام السياسي»، وتعني بذلك الفترة التي حدث فيها تغيير جذري وتم تجاهل أدوار المرأة أو نسيانها، و«إسلام الرسالة»، حيث تغيرت حياة المرأة للأفضل (المرنيسي، 1994). كانت مساهماتها مهمة في الأدبيات الأكاديمية الشاملة حول ظهور المرأة في التاريخ الإسلامي خارج أدوارها التقليدية، من خلال تسليط الضوء على مشاركتها في السياسة والدين والتغيير الثقافي.
من بين السلطانات اللائي ذكرتهن الكاتبة في الكتاب السلطانة شجر الدر التي حكمت مصرا لمدة ثمانين يوما خلال القرن الثالث عشر الميلادي، متزامنة مع الحملة الصليبية السابعة.

### تمرد المرأة والذاكرة الإسلامية وأدوار الجنسين
في كتاب «تمرد المرأة والذاكرة الإسلامية»، تحلل فاطمة المرنيسي دور المرأة فيما يتعلق بعالم الإسلام المعاصر. تستكشف في عملها فكرة الهوية الجنسية وأدوار الجنسين في العالم الإسلامي وتساعد على إعادة تعريف السرد المحيط بها. تناقش المرنيسي بعض أبرز القضايا المتعلقة بوضع المرأة المسلمة، مثل ما اعتبرته إخفاء لمساهمة المرأة في اقتصادات الدول العربية (المرنيسي، 1996). علاوة على ذلك، تتعمق المرنيسي في مختلف المؤشرات الديموغرافية، بما في ذلك التعليم ومحو الأمية. وهي تستخدم تلك المؤشرات للمساعدة في توضيح أهمية هذه العوامل ليس فقط لتمكين المرأة في الإسلام، ولكن أيضًا لتحسين صحتها (المرنيسي، 1996).
علاوة على ذلك، تحلل المرنيسي دور الدولة في أدوار الجنسين وكذلك عاقبة الدولة التي تدعم عدم المساواة (المرنيسي، 1996). تجادل المرنيسي بأن التحرر من هذه التقاليد المسيطرة والتوقعات التي تطالب المرأة بالالتزام بها هو السبيل الوحيد لتطور العالم العربي. يعتبر عمل المرنيسي مؤثرًا للغاية في الحركة النسوية الإسلامية والتقاطعية والنسوية العالمية، من خلال تركيزه على القضايا المحيطة بالمرأة المسلمة في العالم العربي. استطاع هذا الكتاب تحديدًا أن يسلط الضوء على قضايا محددة تتعامل معها النساء في العالم الإسلامي، مثل قضايا الهوية الجنسية وأدوار الجنسين، وتأثير ذلك على تمكين المرأة وصحتها.

### الإسلام والديمقراطية: الخوف من العالم الحديث
في كتابها «الإسلام والديمقراطية: الخوف من العالم الحديث»، توظف فاطمة المرنيسي مقاربة دولية لتحليل السياق الاجتماعي والسياسي للعالم العربي الإسلامي بعد حرب الخليج بوقت قصير. تناقش في الكتاب ما إذا كانت الأصولية الراسخة التي تهيمن على الشرق الأوسط باستطاعتها أن تتوافق مع العمليات الديمقراطية المستخدمة في المجتمعات الغربية. تثير المرنيسي تساؤلات حول عدم اليقين الذي يشعر به المسلمون تجاه أي شكل من أشكال الحكومة «غير الإسلامية» والذي قد يعرض أسلوب حياتهم الإسلامي للخطر، بما في ذلك الأخلاق والقيم، مثل الحياء. علاوة على ذلك، تستكشف قضايا مثل الإسلاموفوبيا والديمقراطية وميثاق الأمم المتحدة وحرية الفكر والفردانية (مرنيسي، 2002).
على سبيل المثال، نظرت في سيطرة الأصولية على ما يمكن للمرأة أن ترتديه، وترى أن المجتمع الديمقراطي الذي يحرر النساء بالسماح لهن بارتداء ما يحلو لهن من الملابس يبدو أنه «يهدد ثقافة ذكورية مفرطة». وتجادل أن الديمقراطية «الحية» يجب أن تسمح بالقدرة القانونية والدستورية على الاختلاف مع الدولة. تقترح المرنيسي بعد ذلك طرقًا يمكن من خلالها للمسلمين التقدميين (بما في ذلك النسويات) الذين يختارون الدفاع عن الديمقراطية ومقاومة الأصولية، أن يستمدوا من نفس النصوص المقدسة التي يستمد منها أولئك الذين يسعون إلى قمعهم، من أجل إثبات أن الإسلام ليس ضد المرأة.

## الجوائز والإرث
تركز أعمال المرنيسي على توفير صوت للنساء المقهورات والمهمشات. تسلط الضوء على مساهمات المرأة في الاقتصاد وتعترف بالأدوار التي بإمكانها أن تؤثر على كيفية النظر إلى الإناث في الثقافات الإسلامية. طوال مسيرتها، كانت مرنيسي متحدثة شغوفة فيما يتعلق بحقوق المرأة والمساواة، وذلك مع اعتناقها للعقيدة الإسلامية. كما تستخدم البحث الديني التاريخي لتقديم حجج لمواقفها النسوية الحديثة.
في عام 2003، مُنحت المرنيسي جائزة أميرة أستورياس بالماركة مع سوزان سونتاغ. قدمت المرنيسي خطابًا باسم «الكاوبوي أم السندباد؟» يغطي موضوع العولمة ويتأمل في قضية الثقافة وآثارها. في عام 2004، حصلت على جائزة إيراسموس بالمشاركة مع صادق جلال العظم وعبد الكريم سروش. وتم تكريمها لتأثيرها الاجتماعي والثقافي خصوصًا فيما يخص مواضيع «الدين والحداثة». في عام 2017، أنشأت جمعية دراسات الشرق الأوسط جائزة فاطمة المرنيسي للكتاب «لتكريم الأبحاث المتميزة في دراسات النوع والجنس والتجربة المعيشية للمرأة».
يمكن أن يُعزى إرث المرنيسي بشكل كبير إلى مساهماتها العلمية والأدبية في الحركة النسوية الإسلامية المبكرة. تناولت المرنيسي قضايا مثل المركزية الأوروبية، والتقاطعية، والأفكار العابرة للقوميات، والنسوية العالمية في منشوراتها ومحاضراتها العامة. واقتبست منها صحيفة نيويورك تايمز في نعيها: "لم يتم التلاعب دائمًا بالنصوص المقدسة فحسب، بل إن التلاعب بها هو سمة بنيوية لممارسة السلطة في المجتمعات الإسلامية"، من كتابها "الحجاب والنخبة الذكورية: تفسير نسوي لحقوق المرأة في الإسلام (1991)

## أقوال مأثورة للكاتبة فاطمة المرنيسي
من أقوال فاطة المرنيسي : 
- “الكتابة واحدة من أقدم أشكال الصلاة. الكتابة هو الإيمان بأن التواصل ممكن”
- “أروع ما قد يكون أن تشعر بالشوق، و لكن الأجمل أن يشعر بك من تشتاق إليه”.
- “الفراغات التي بين أصابعك موجودة، لأنه هناك شخص آخر يمكن أن يملؤها” .
- “يمشي الكثير على شواطئ حياتنا، و لكن القليل من يترك الأثر”.
- “الحقيقة هي الشيء الوحيد الذي لا يصدقه الناس” .
- “يجب تعلم الصراخ والتظاهر، تماما كما تعلمنا المشي والكلام.”
- “الطبيعة أفضل صديق للمرأة. تقول ياسمينة : إذا واجهتي مشاكل، يمكنك السباحة، التمدد في حقل، أو النظر إلى النجوم، هكذا تشفي امرأة مخاوفها”.
- “النضج هو حينما تبدأ في الإحساس بحركة الزمن كعناق حسي”
- “إذا كانت حقوق النساء مشكل بالنسبة لبعض الرجال المسلمين في الوقت الراهن، فليس ذلك بسبب القرآن، الرسول محمد صلى الله عليه وسلم، وليس بسبب التقاليد الإسلامية، لأن بكل بساطة هذه الحقوق في صراع مع مصالح نخبة ذكورية”.[45]#SheSaid

## مؤلفاتها
تكتب المرنيسي بالفرنسية، لها إلى الإنجليزية ولغات أخرى بما فيها العربية منها:
- ما وراء الحجاب - 1975[47]
- الحريم السياسي - 1987[48]
- شهرزاد ترحل إلى الغرب، 2006 (بالإنجليزية: Scheherazade Goes West)[49]
- الإسلام والديمقراطية 1994.[50]
- أحلام النساء الحريم (حكايات طفولة الحريم)[51]
- هل أنتم محصنون ضد الحريم؟[52]
- السلوك الجنسي في مجتمع إسلامي راسمالي تبعي - 1982 [53]
- كيد النساء؟ كيد الرجال؟
- سلطانات منسيات - 1990 الترجمة العربية 2006[54]
- نساء الغرب: دراسة ميدانية[55]
- Women on the Wings of Dream نساء على أجنحة الحلم[56]
- شهرزاد ليست مغربية[57]
- الخوف من الحداثة - 2010 [58]
- ٍالحب في البلدان الاسلامية

## بيبليوغرافيا
- Sexe, Idéologie, Islam, Éditions Maghrébines, 1985 Le Fennec
- Al Jins Ka Handasa Ijtima'iya, Éditions Le Fennec, Casablanca 1987[59]
- Le monde n'est pas un harem, édition révisée, Albin Michel, 1991
- Sultanes oubliées : femmes chefs d'État en Islam, Albin Michel / Éditions Le Fennec, 1990[60]
- Le harem politique : le Prophète et les femmes, Albin Michel, 1987, Paperback 1992[61]
- La Peur-Modernité : conflit islam démocratie, Albin Michel / Éditions Le Fennec, 1992[62]
- Nissa' 'Ala Ajnihati al-Hulmt, Éditions Le Fennec, Casablanca, 1998[63]
- Rêves de femmes : une enfance au harem, Éditions Le Fennec, Casablanca 1997[64]
- Les Aït-Débrouille, Éditions Le Fennec, Casablanca, 1997 (2 édition, Édition de poche, Marsam, Rabat, 2003)
- Êtes-vous vacciné contre le harem ?, Texte-Test pour les messieurs qui adorent les dames, Éditions Le Fennec, Casablanca, 1998
- Le Harem et l'Occident, Albin Michel, 2001
- Les Sindbads marocains, Voyage dans le Maroc civique, Éditions Marsam, Rabat, 2004